# Elvis Sings Flaming Star
| Recensione | Giudizio |
| ---------- | -------- |
| Allmusic   | [ 1 ]    |

Elvis Sings Flaming Star (pubblicato prima come Singer Presents Elvis Singing "Flaming Star" and Others) è un album compilation di Elvis Presley, pubblicato nel 1968.

## Storia
Si tratta di una raccolta di brani in gran parte tratti da colonne sonore. Venne venduto solo nei negozi Singer Sewing Centers che facevano parte del gruppo NBC, insieme all'album Elvis  tratto dallo speciale televisivo della NBC, trasmesso il 3 dicembre 1968. Oltre al brano che dà il titolo all’album, ci sono brani inediti registrati durante gli anni 60 che avrebbero dovuto far parte di diverse colonne sonore ma che furono poi scartati. Venne poi ripubblicato come Elvis Sings Flaming Star.

## Accoglienza
Rimase per 16 settimane nella classifica americana raggiungendo la 96ª posizione; venne certificato come disco d'oro il 15 luglio 1999.

## Tracce
Lato 1
1. Flaming Star (dal film Stella di fuoco) – 2:25 (Sid Wayne, Sherman Edwards)
2. Wonderful World (dal film Live a Little, Love a Little) – 2:14 (Guy Fletcher, Doug Flett)
3. Night Life (dal film Viva Las Vegas) – 1:53 (Bernie Baum, Bill Giant, Florence Kaye)
4. All I Needed Was the Rain (dal film Stay Away, Joe) – 1:49 (Sid Wayne, Ben Weisman)
5. Too Much Monkey Business – 2:25 (Chuck Berry)

Durata totale: 10:46
Lato 2
1. The Yellow Rose of Texas / Eyes of Texas (dal film Viva Las Vegas) – 2:58 (tradizionale / Fred Wise, Randy Starr)
2. She's a Machine (dal film 3 "fusti", 2 "bambole" e... 1 "tesoro") – 1:39 (Fred Wise, Ben Weisman)
3. Do the Vega (dal film Viva Las Vegas) – 2:26 (Bernie Baum, Bill Giant, Florence Kaye)
4. Tiger Man (da Elvis Presley's '68 Comeback Special) – 2:41 (Lewis Burns, Al Lewis, Joe Hill Louis)

Durata totale: 9:44